# Virginia Slims of Newport 1974
Il Virginia Slims of Newport 1974 è stato un torneo di tennis giocato sull'erba. È stata la 1ª edizione del torneo, che fa parte del Virginia Slims Circuit 1974. Si è giocato ad Newport negli USA dal 18 al 26 agosto 1974.

## Campionesse

### Singolare
Chris Evert ha battuto in finale  Betsy Nagelsen con il punteggio di 6–4, 6–3

### Doppio
Lesley Charles /  Sue Mappin hanno battuto in finale  Gail Sherriff /  Julie Heldman con il punteggio di 6–2, 7–5